# Pseudosinella insularum
Pseudosinella insularum is een springstaartensoort uit de familie van de Entomobryidae. De wetenschappelijke naam van de soort is voor het eerst geldig gepubliceerd in 1969 door Dallai.